# 中国共产党长沙县委员会
中国共产党长沙县委员会（简称中共长沙县委）是中国共产党在湖南省长沙市长沙县的领导机关。

## 沿革

### 反腐败工作
2021年11月18日17时，湖南省纪委监委宣布杨懿文涉嫌严重违纪违法接受纪律审查和监察调查，5月遭到开除党籍、开除公职处分。2023年3月23日，株洲市中级人民法院以受贿、滥用职权数罪并罚，判处杨懿文有期徒刑16年6个月，并且处罚金人民币350万元。

## 职责
根据《中国共产党地方委员会工作条例》，中国共产党地方委员会主要实行政治、思想和组织领导，承担下列职能：
1. 对本地区重大问题作出决策。
2. 通过法定程序使党组织的主张成为地方性法规、地方政府规章或者其他政令。
3. 加强对本地区宣传思想文化工作的领导，牢牢掌握意识形态工作领导权、话语权。
4. 按照干部管理权限任免和管理干部，向地方国家机关、政协组织、人民团体、国有企事业单位等推荐重要干部。
5. 支持和保证人大、政府、政协、法院、检察院、人民团体等依法依章程独立负责、协调一致地开展工作，发挥这些组织中党组的领导核心作用。
6. 加强对本地区群团工作和统一战线工作的领导。
7. 动员、组织所属党组织和广大党员，团结带领群众实现党的目标任务。

## 历任书记
| 姓名   | 就任日期  | 卸任日期   | 备注        |
| ------ | --------- | ---------- | ----------- |
| 李振萼 |           |            |             |
| 杨光荣 | 2004年1月 | 2008年11月 | [ 5 ]       |
| 杨懿文 | 2009年1月 | 2016年3月  | [ 6 ] [ 7 ] |
| 曾超群 | 2016年6月 | 2019年3月  | [ 8 ]       |
| 沈裕谋 | 2019年3月 | 2021年7月  | [ 9 ]       |
| 付旭明 | 2021年7月 |            | [ 10 ]      |